# Općinski načelnik
Općinski načelnik je nositelj izvršne vlasti u općini, te je zadužen da upravlja općinom u skladu s općima aktima koje donosi općinsko vijeće. On rukovodi upravnom tijelima općine.
Općinski načelnik priprema i prijedloge općih akata za općinsko vijeće, izvršava ili osigurava izvršavanje općih akata općinskog vijeća, usmjerava djelovanje upravnih tijela općine te nadzire njihov rad, upravlja nekretninama i pokretninama u vlasništvu općine kao i njezinim prihodima i rashodima, u skladu sa zakonom i statutom, odlučuje o stjecanju i otuđivanju nekretnina i pokretnina općine i raspolaganju ostalom imovinom u skladu sa Zakonom, statutom općine i posebnim propisima, imenuje i razrješuje predstavnike općine u tijelima javnih ustanova, trgovačkih društava i drugih pravnih osoba, osim ako posebnim zakonom nije drugačije određeno, te obavlja i druge poslove utvrđene zakonom i statutom.